# 三门县站
三门县站位于中国浙江省台州市三门县亭旁镇邵家村，归属上海铁路局，2009年随甬台温铁路正式通车同时启用。

## 历史
2009年正式启用。